# Carl Haunold

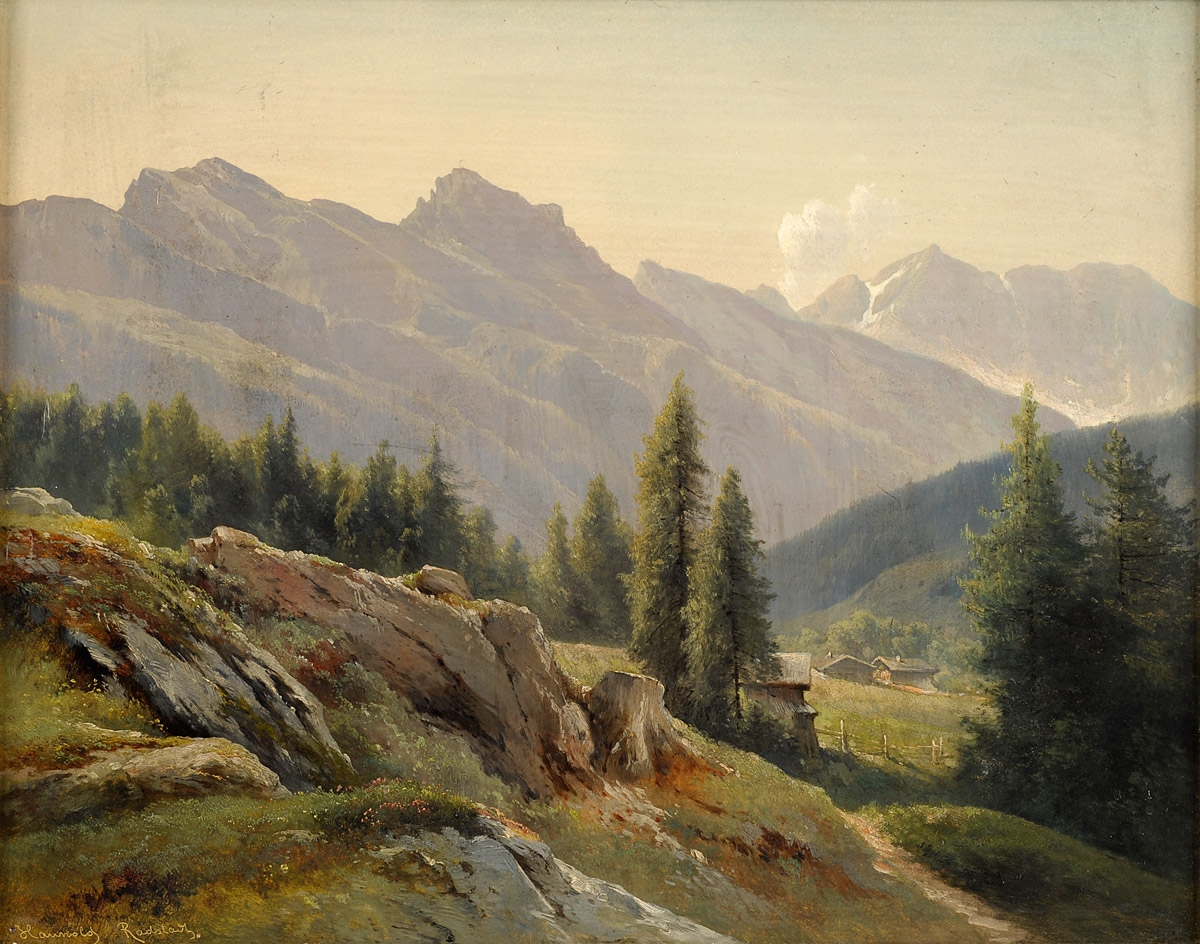
Karl Haunold Radstadt (Salzburger Land)

Carl Franz Emanuel Haunold (auch Karl, * 29. März 1832 in Wien; † 7. Juli 1911 ebenda) war ein österreichischer Maler und Librettist.

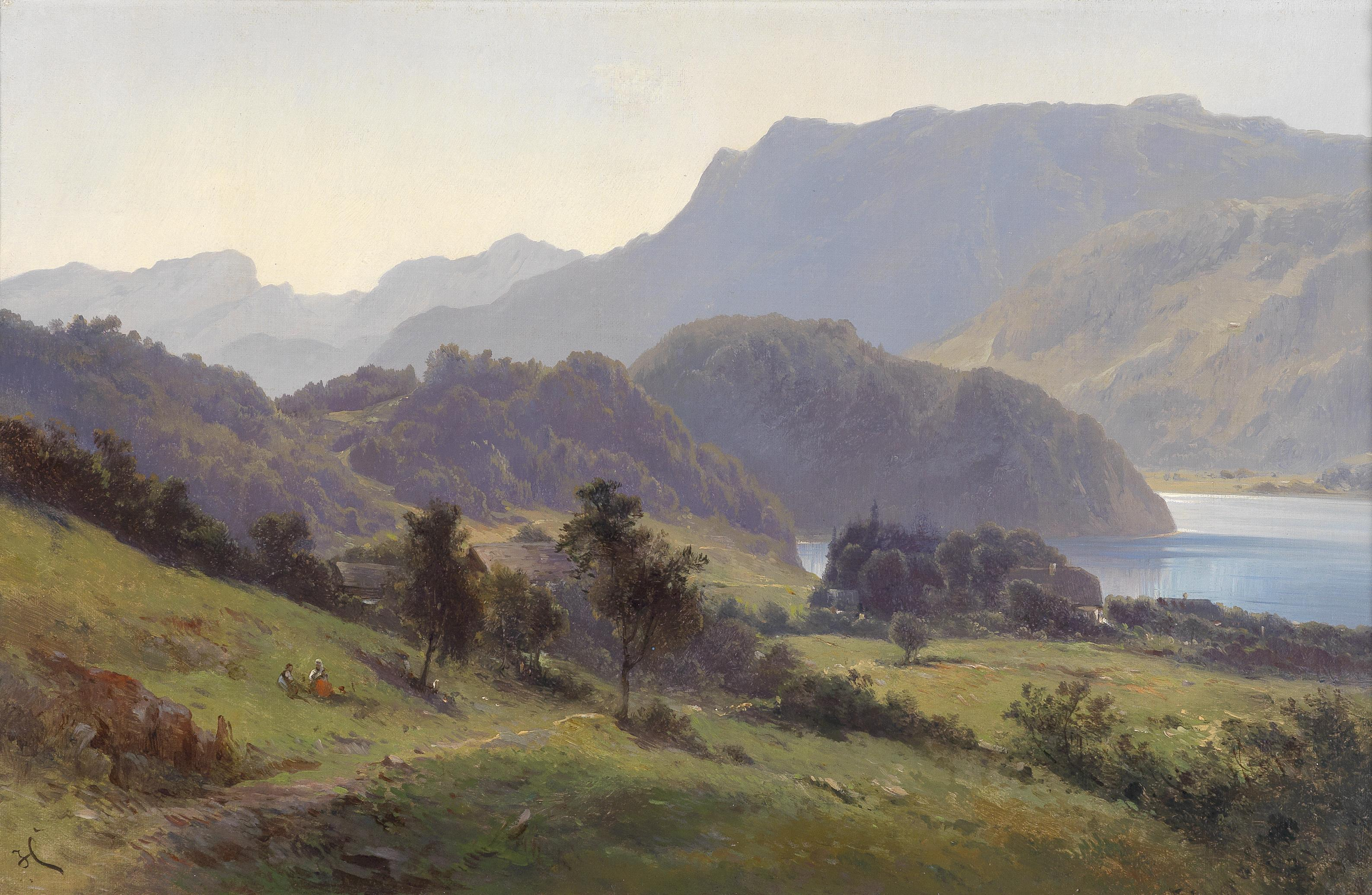
Carl Haunold: Partie am Wolfgangsee

Haunold studierte, unterbrochen durch das Revolutionsjahr 1848, seit 1846 an der Wiener Akademie der bildenden Künste im St. Annahof unter Franz Steinfeld und Johann Ender, 1854 wurde er Schüler von Anton Hansch. In der 1891 von Robert Scheffer begründeten Malschule erteilte Haunold Unterricht im Fach Malerei.
Von Anfang an spezialisierte sich Haunold in der Landschaftsmalerei. 1856 stellte er zum ersten Mal im Künstlerverein mit einem Bild „Partie bei Heiligenblut in Kärnthen“ aus. 1861 gehörte Haunold zu den Mitbegründern der sich neu konstituierenden „Gesellschaft bildender Künstler Österreichs“, trat dort aber 1879 aus, nachdem ein Bild von ihm zurückgewiesen worden war. In der österreichischen Abteilung der Weltausstellung in Wien 1873 war Haunold mit zwei Gemälden (Ruine Petersberg in Kärnten. Ruine Lavant in Kärnten) vertreten.
Das wichtigste Arbeitsgebiet Haunolds waren die österreichischen und bayrischen Alpenlandschaften, die er in zahlreichen, meist kleinformatigen Bildern zur Darstellung brachte. Darüber hinaus unternahm er Studienreisen nach Italien, Ungarn und Deutschland. Charakteristisch für die Darstellungsweise in seinen Bildern ist die atmosphärische Wiedergabe des Sonnenlichts.
Außerhalb des Fachs Malerei zeichnete sich Haunold durch humoristische Beiträge und Singspiele für die jährlichen Narrenabende des Wiener Männergesang-Vereins aus und schrieb u. a. die Texte zu der Operette Das Rosengärtlein von Aggstein und das Singspiel König Winter.